# Светско првенство у атлетици на отвореном 2015 — штафета 4 × 100 метара за мушкарце
Трка штафета 4 х 100 метара у мушкој конкуренцији на Светском првенству у атлетици 2015. у Пекингу одржана је 29. августа на Националном стадиону. Учествовало је 16 националних репрезентација из исто толико земаља.
Титулу светских првака из Москве 2013. бранила је штафета Јамајке.

## Освајачи медаља
|                                                          |                                                     |                                                             |
| Неста Картер Асафа Пауел Никел Ешмид Јусејн Болт Јамајка | Мо Јоусјуе Сје Џенје Су Бингтјенn Џанг Пејменг Кина | Арон Браун Андре де Грас Брендон Родни Џастин Ворнер Канада |

## Рекорди пре почетка Светског првенства 2015.
28. август 2015.
| Светски рекорд            | Јамајка · Неста Картер, Мајкл Фрејтер, · Јохан Блејк, Јусејн Болт                    | 36,84 | Лондон, Уједињено Краљевство (ЛОИ) | 11. август 2012.    |
| Рекорд светског првенства | Јамајка · Неста Картер, Мајкл Фрејтер · Јохан Блејк, Јусејн Болт                     | 37,04 | Тегу, Јужна Кореја                 | 4. септембар 2011.  |
| Најбољи резултат сезоне   | САД · Мајк Роџерс, Џастин Гатлин · Тајсон Геј,Рајан Бејли                            | 37,58 | Насау, Бахаме                      | 2. мај 2015.        |
| Афрички рекорд            | Нигерија · Осмонд Езинва, Олападе Аденикен, · Франсис Обиквелу, Дејвидсон Езинва     | 37,94 | Атина, Грчка                       | 2. мај 2015.        |
| Азијски рекорд            | Кина · Shiwei Chen, Zhenye Xie, · Су Бингтјен, Џанг Пејменг                          | 37,99 | Инчон, Јужна Кореја                | 2. октобар 2014.    |
| Северноамерички рекорд    | Јамајка · Неста Картер, Мајкл Фрејтер, · Јохан Блејк, Јусејн Болт                    | 36,84 | Лондон, Уједињено Краљевство (ЛОИ) | 11. август 2012.    |
| Јужноамерички рекорд      | Бразил · Винсент де Лима, Едсон Рибеиро, · Андре да Силва, Клодинеи да Силва         | 37,90 | Сиднеј, Аустралија                 | 30. септембар 2000. |
| Европски рекорд           | Уједињено Краљевство · Џејсон Гарднер, Дарен Кембел, · Марлон Девониш, Двејн Чемберс | 37,73 | Севиља, Шпанија                    | 29. август 1999.    |
| Океанијски рекорд         | Аустралија · Ентони Алози, Ајзек Нтиамоа · Ендру Макабе, Џошуа Рос                   | 38,17 | Лондон, Уједињено Краљевство (ЛОИ) | 10. август 2012.    |

## Критеријум квалификација
За разлику од претходних првенстава где сте морали постићи одговарајући норму између 1. јануара 2012. и 29 јула 2013, конкренција је сада ограничена на 16 националних штафета.
Осам штафета се аутоматски квалификовало као финалисти Светског првенства у такмичењу штафета 2014. године.
1. Бразил (37,90)
2. Канада (37,69)
3. Уједињено Краљевство (37,73)
4. Немачка (38,02)
5. Јамајка (36,84)
6. Јапан (38,03)
7. Тринидад и Тобаго (37,62)
8. Украјина (38,53)

Других 8 штафета пласирало се на основу најбољих резултата постигнутим између 1. јануара 2014 и 10. августа 2015.
1. Сједињене Америчке Државе (37,04)
2. Кина (37,99)
3. Антигва и Барбуда (38,14)
4. Француска (37,79)
5. Јужноафричка Република (38,35)
6. Куба (38,00)
7. Холандија (38,29)
8. Бахаме (38,52)

У загради су национални рекорди сваке од земаља учесница.

## Сатница
| Датум           | Време | Коло          |
| --------------- | ----- | ------------- |
| 29. август 2015 | 12:20 | Квалификације |
| 29. август 2015 | 21:10 | Финале        |

Сва времена су по локалном времену (UTC+8)

## Резултати

### Квалификације
У финале су се пласирале по 3 првопласиране штафете из обе квалификационе групе (КВ) и две штафете на основу постигнутог резултату у квалификацијама (кв)
| Поз. | Група | Стаза | Штафета                | Атлетичари                                                                       | Време | Белешка |
| ---- | ----- | ----- | ---------------------- | -------------------------------------------------------------------------------- | ----- | ------- |
| 1    | 2     | 4     | Јамајка                | Неста Картер, Асафа Пауел, Рашид Двајер, Никел Ашмид                             | 37,41 | КВ, НРС |
| 2    | 2     | 6     | Француска              | Емануел Бирон, Кристоф Леметр, Ги-Елфеж Ануман, Жими Вико                        | 37,88 | КВ, НРС |
| 3    | 1     | 8     | САД                    | Трејвон Бромел, Џастин Гатлин, Тајсон Геј, Мајк Роџерс                           | 37,91 | КВ      |
| 4    | 2     | 8     | Кина                   | Мо Јоусјуе, Сје Џенје, Су Бингтјен, Џанг Пејменг                                 | 37.92 | КВ, АЗР |
| 5    | 2     | 7     | Антигва и Барбуда      | Чавон Волш, Данијел Бејли, Џаред Џарвис, Мигел Франсис                           | 38,01 | кв, НР  |
| 6    | 2     | 9     | Канада                 | Џастин Ворнер, Андре де Грас, Брендон Родни, Арон Браун                          | 38,03 | кв, ЛНС |
| 7    | 1     | 9     | Уједињено Краљевство   | Ричард Килти, Harry Aikines-Aryeetey, Џејмс Елингтон, Данијел Талбот             | 38,20 | КВ, ЛНС |
| 8    | 2     | 5     | Холандија              | Соломон Бокари, Patrick van Luijk, Лимарвин Боневасија, Хенсли Паулина           | 38.41 | НРС     |
| 9    | 1     | 5     | Немачка                | Јулијан Ројс, Свен Книпфалс, Александр Косенков, Aleixo-Platini Menga            | 38,57 | КВ      |
| 10   | 1     | 7     | Јапан                  | Kazuma Ōseto, Кенџи Фуџимицу, Takuya Nagata, Kotaro Taniguchi                    | 38,60 |         |
| 11   | 1     | 3     | Украјина               | Роман Кравцов, Сергеј Смелик, Volodymyr Suprun, Виталиј Корж                     | 38,79 | НРС     |
| 12.  | 1     | 6     | Бахаме                 | Ворен Фрејзер, Чавез Харт, Elroy McBride, Терај Смит                             | 38,96 | НРС     |
| 13   | 1     | 4     | Бразил                 | Густаво дос Сантос, Алдемир да Силва Жуниор, Бруно де Барос, Жозе Карлос Мореира | НЗ    |         |
| 13   | 2     | 3     | Јужноафричка Република | Henricho Bruintjies, Анасо Џободвана, Antonio Alkana, Akani Simbine              | НЗ    |         |

### Финале
| Пласман | Стаза | Штафета              | Атлетичари                                                            | Време | Белешке           |
| ------- | ----- | -------------------- | --------------------------------------------------------------------- | ----- | ----------------- |
|         | 4     | Јамајка              | Неста Картер, Асафа Пауел, Никел Ашмид, Јусејн Болт                   | 37,36 | СРС               |
|         | 9     | Кина                 | Мо Јоусјуе, Сје Џенје, Су Бингтјен, Џанг Пјеменг                      | 38,01 |                   |
|         | 3     | Канада               | Арон Браун, Андре де Грас, Брендон Родни, Џастин Ворнер               | 38,13 |                   |
| 4       | 8     | Немачка              | Јулијан Ројс, Свен Книпфалс, Александр Косенков, Aleixo-Platini Menga | 38,15 | НРС               |
| 5       | 5     | Француска            | Емануел Бирон, Кристоф Леметр, Ги-Елфеж Ануман, Жими Вико             | 38,23 |                   |
| 6       | 2     | Антигва и Барбуда    | Чавон Волш, Данијел Бејли, Џаред Џарвис, Мигел Франсис                | 38,61 |                   |
| -       | 7     | Уједињено Краљевство | Ричард Килти, Данијел Талбот, Џејмс Елингтон, Chijindu Ujah           | НЗ    |                   |
| -       | 6     | САД                  | Трејвон Бромел, Џастин Гатлин, Тајсон Геј, Мајк Роџерс                |       | ДИСК по чл. 170.7 |